# Metz-Robert
Metz-Robert é uma comuna francesa na região administrativa de Grande Leste, no departamento de Aube. Estende-se por uma área de 4,26 km². Em 2010 a comuna tinha 64 habitantes (densidade: 15 hab./km²).